# Tecnam P Mentor
Tecnam P Mentor je dvosedežno šolsko enomotorno letalo z 730 kg italijanskega proizvajalca Tecnam, certificirano po EASA CS-23 (za EU) za VFR, IFR, NVFR in nočni IFR. Je eno izmed prvih dvosedežnih letal zasnovanih po letu 1986, ki ustreza strogim plovnostnim zahtevam CS-23. Uporablja se za: osnovno šolanje pilotov, nočno šolanje, inštrumentalno šolanje in za nabiranje naleta bodočih poklicnih pilotov oz. inštruktorjev letenja ter za športno letenje aeroklubov.
Javnosti je bil prvič predstavljen na AERO Friedrichshafen 2022. Podobno letalo je francoski Elixir Aircraft.

## Oblikovanje in razvoj
P-Mentor je bil zasnovan v skladu s predpisi Evropske agencije za varnost v letalstvu EASA CS-23 za certificirana letala. Prejel je certifikat EASA CS-23 7. aprila 2022.
Standardni uporabljeni motor je 75 kW (101 hp) Rotax 912iSc štiritaktni certificirani pogonski agregat z indirektnim vbrizgom goriva.
Zasnova uporablja novo stožčasto ploščato krilo, ki uporablja aeroprofil laminarnega toka, ki izpolnjuje zahteve EASA CS-23 za upravljanje pri nizki hitrosti in značilnosti prevlačenja. Kot opcija je na voljo tudi balistično padalo, ki pa ni obvezno ampak zgolj zelo priporočljivo.
Zrakoplov je lahko opremljen za letenje IFR. Za uporabo pri usposabljanju je lahko opcijsko opremljen s simuliranim zložljivim ročajem podvozja, čeprav se podvozje dejansko ne uvleče.

## Specifikacije
Podatki iz AVweb, Flying, Manufacturer
Splošne značilnosti
- Posadka: one
- Število sedežev: one passenger
- Dolžina: 674 m (2.211 ft 3 in)
- Razpon kril: 900 m (2.952 ft 9 in)
- Višina: 250 m (820 ft 3 in)
- Teža praznega letala: 430 kg (948 lb)
- Bruto teža: 720 kg (1.587 lb)
- Kapaciteta goriva: 130 L (29 imp gal; 34 US gal)
- Pogon letala: 1 × Rotax 912iSc four cylinder, liquid and air-cooled, four stroke aircraft engine, 75 kW (101 hp)
- Propelerji: št. lopatic: 2 variable pitch

Zmogljivost
- Potovalna hitrost: 217 km/h; 135 mph (117 kn)
- Hitrost pri porušitvi vzgona: 81 km/h; 51 mph (44 kn) flaps down
- Doseg: 1.352 km; 840 mi (730 nmi)
- Višina leta: 3.962 m (13.000 ft)

Letalska elektronika

- prikazovalnik Garmin G3X
- rezervni instrument Garmin GI275
- avtopilot Garmin GFC 500